# Spálava
Spálava (německy Spalawa) je osada, která náleží k Libici nad Doubravou. Žije zde 21 stálých obyvatel, leží 645 m nad mořem.
O osadě pochází první zápis z roku 1556, kdy náležela k panství Nový Studenec. Kolem roku 1900 pak osada náležela k obci Chloumek.

## Obyvatelstvo
| Rok            | 1869 | 1880 | 1890 | 1900 | 1910 | 1921 | 1930 | 1950 | 1961 | 1970 | 1980 | 1991 | 2001 |
| -------------- | ---- | ---- | ---- | ---- | ---- | ---- | ---- | ---- | ---- | ---- | ---- | ---- | ---- |
| Počet obyvatel | 103  | 92   | 90   | 85   | 101  | 88   | 70   | 54   | 50   | 44   | 23   | 19   | 21   |

## Lípa ve Spálavě
Na návsi můžeme spatřit asi 525 let starou lípu, která dosahuje výšky 23 m, obvod kmene měří 5,9 m. Pověst říká, že byla zasazena na oslavu vítězství krále Jiřího z Poděbrad nad Matyášem Uherským (1469), které proběhlo v blízkosti Železných hor. Do konce 19. století byl na lípě obecní zvonek.
Dále se na návsi nachází dřevěná zvonička a litinový křížek s letopočtem 1887. Směrem na Chloumek k osadě náleží samota zvaná Na stráni.

## Vrch Spálava
V blízkosti osady se nachází jeden z vrcholů Železných hor Spálava dosahující nadmořské výšky 663 m. Jméno osady je pravděpodobně odvozeno od názvu kopce, který snad znamenal „Spálená hora“. Poprvé se o vrcholu píše v letech 1146-1148. Jméno pravděpodobně souvisí se zapalováním signálních ohňů na Libické stezce. Z místa je dobrý výhled a F. L. Rieger, majitel velkostatku v nedaleké Malči, zde nechal postavit asi dřevěnou rozhlednu, která není dochována.
Jižně od Spálavy se nacházejí 10 m vysoké skalní útvary zvané Mrazové sruby.

## Rezervace Spálava
Lesy na jihozápad od Spálavy jsou od 1. října 2007 chráněny jako přírodní rezervace.

## Galerie

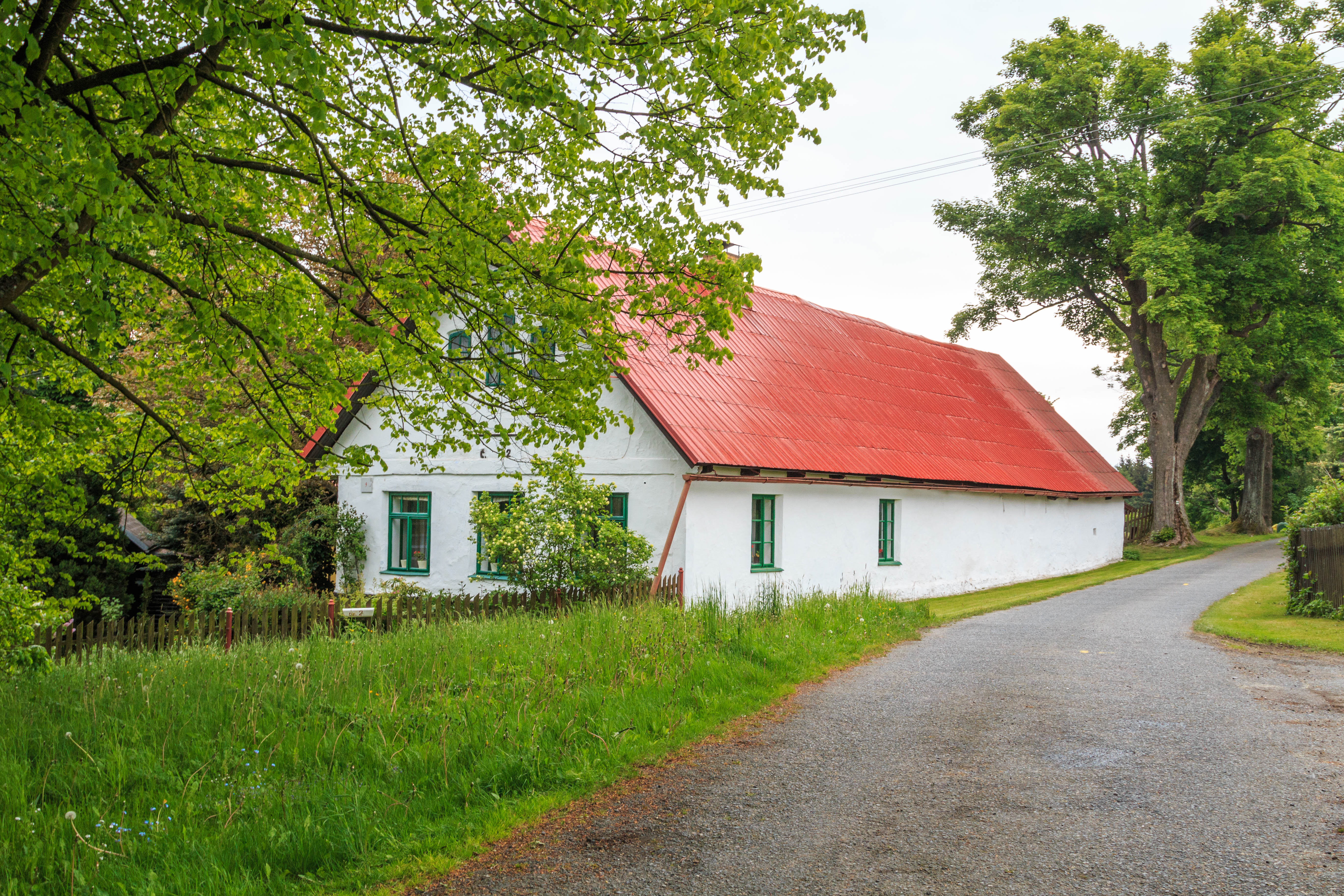
Spálava čp. 2
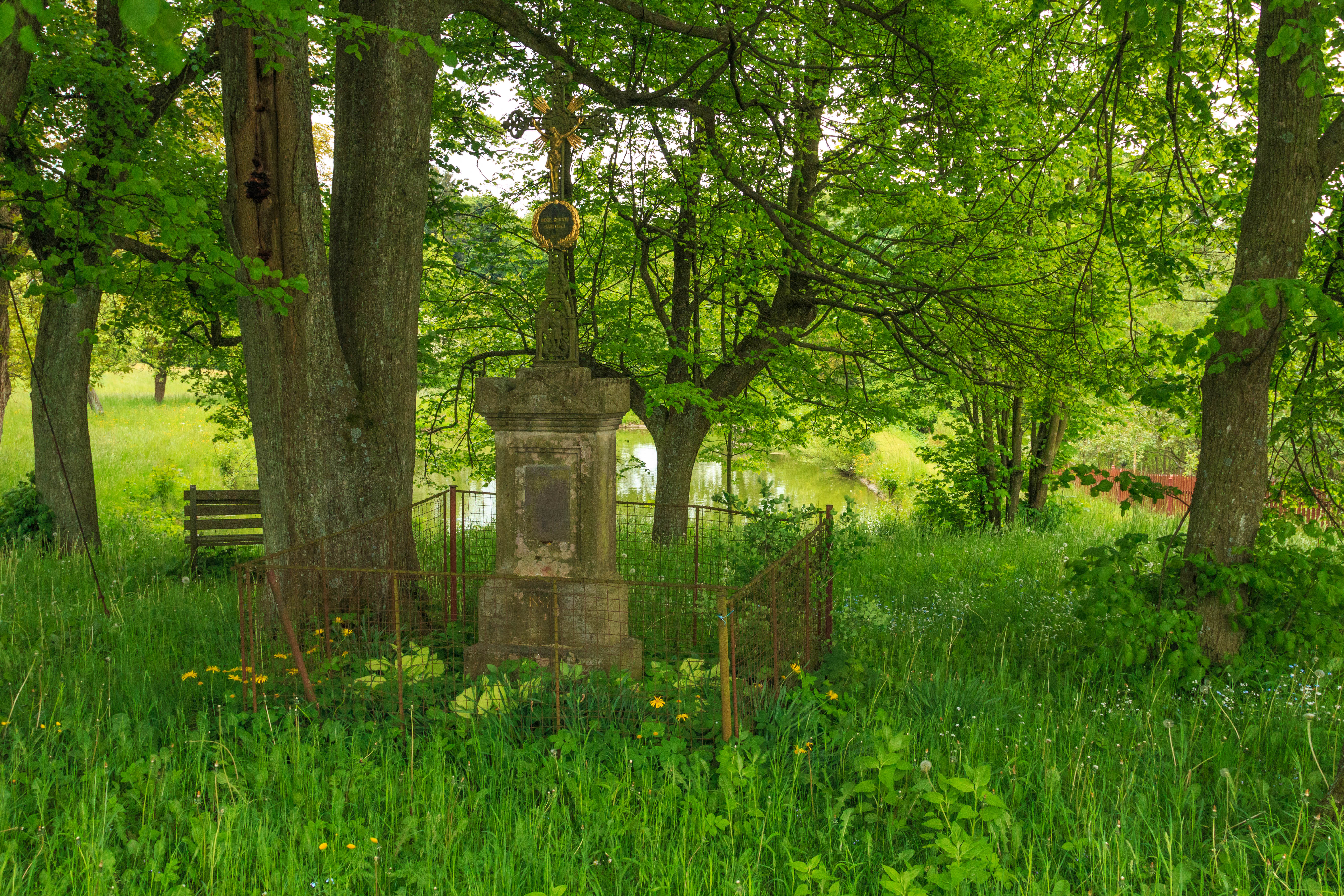
Spálava křížek
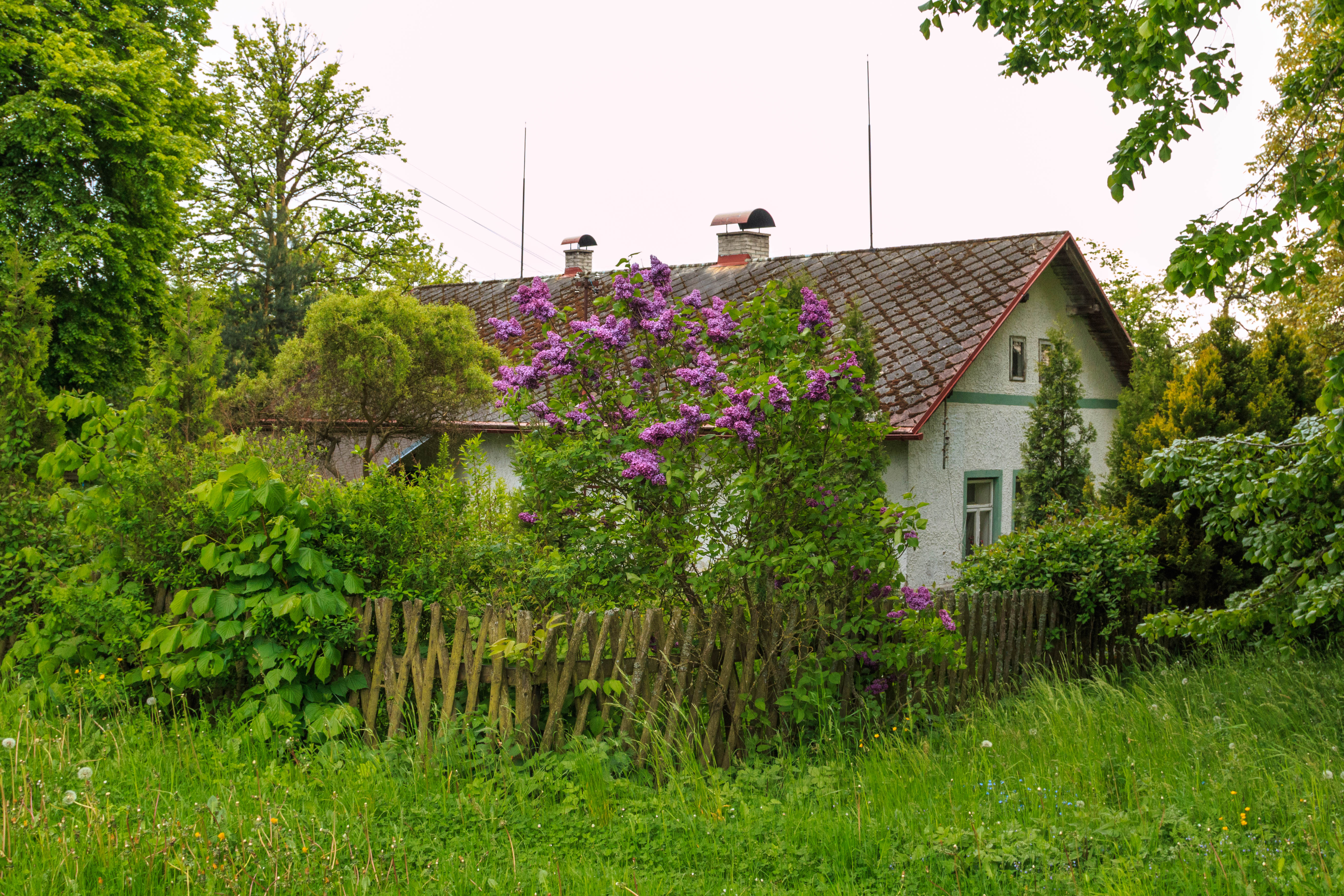
Spálava čp. 1
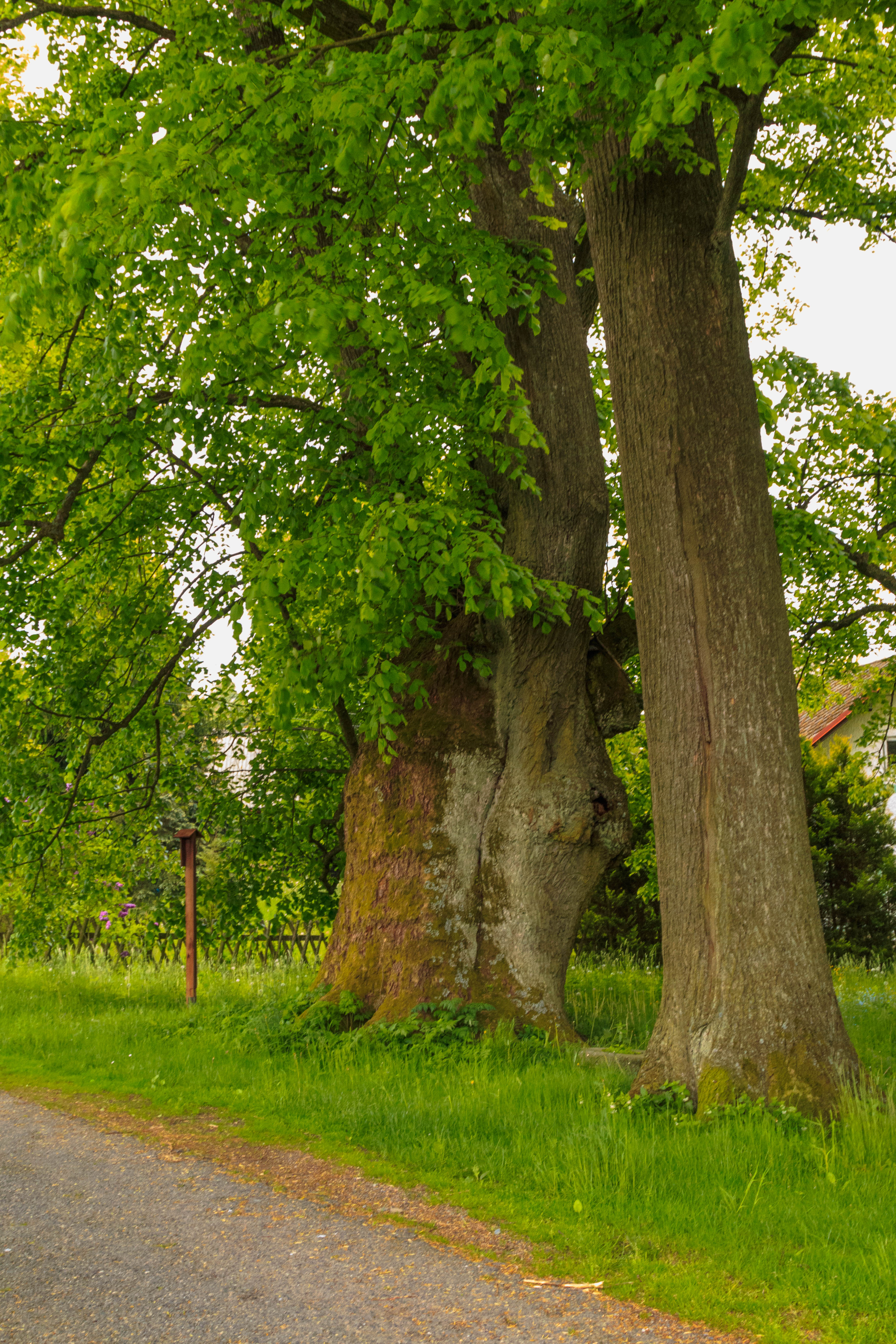
Spálavská lípa